# Bernhard Kagan
Bernhard Kagan ( nacido el 15 de agosto de 1866 en Polonia, fallecido el 27 de noviembre de 1932 en Berlín ) fue ajedrecista alemán, así como escritor, editor, redactor y organizador.

## Trayectoria en Ajedrez
Nacido en Polonia, vivió en Berlín, donde jugó en torneos locales. En los torneos celebrados en esta ciudad, quedó 7º en 1898, fue 7º-9º en 1902, logró ser 6º en 1903, fue 2º en 1923, y fue 7º-10º en 1925. También compartió el cuarto puesto en el Torneo de Hannover en 1902, fue 6º-7º en Ostende en 1907, y logró ser 10º en Praga en 1908.
Organizó varios encuentros de Ajedrez en Berlín a finales de la Primera Guerra Mundial. Cuatro Grandes Maestros ( Emanuel Lasker, Akiba Rubinstein, Carl Schlechter y Siegbert Tarrasch ) participaron en uno de ellos. Tuvo lugar en el Kerkau-Palast del 28 de septiembre hasta el 11 de octubre de 1918.

## Obras
Kagan fue autor de una serie de monografías sobre ajedrecistas ( entre otros la del prodigioso Samuel Reshevsky, Samuel Rzeschewski das Schachwunderkind , Berlín 1920). Publicó el Kagan Schachkatalog desde 1917 a 1927, y fue editor de la revista trimestral ( luego mensual ) Kagan Neueste Schachnachrichten ( Últimas noticias de Kagan sobre el Ajedrez ) desde 1921 hasta 1932. Muchos de los grandes torneos de la época aparecieron en suplementos de la revista.